# Grafenegg
Grafenegg (do srpna 2003 Etsdorf-Haitzendorf) je městys v okrese Kremže v rakouské spolkové zemi Dolní Rakousy.

## Geografie
Grafenegg leží severně od Dunaje v regionu Weinviertel v Dolních Rakousích. Obcí protéká řeka Kamp. Plocha městyse zahrnuje 25,58 kilometrů čtverečních:
- 65% je zemědělská a lesní půda
- 16% jsou vinohrady (468 ha)
- 7% jsou lesy
- 2% jsou vodní plochy
- 10% jsou stavební plochy a komunikace

## Katastrální území
(V závorkách je uveden počet obyvatel v roce 2001 :
- Diendorf am Kamp (43)
- Engabrunn (453)
- Etsdorf am Kamp (927)
- Grafenegg (39)
- Grunddorf (224)
- Haitzendorf (326)
- Kamp (199)
- Sittendorf (391)
- Walkersdorf am Kamp (228)

## Historie
V jádru země Dolních Rakous jsou dějiny stejně proměnlivé jako dějiny celého Rakouska.

### Vývoj počtu obyvatel
- 1971 2713
- 1981 2621
- 1991 2687
- 2001 2830

## Politika
Starostou městyse je Anton Pfeifer, vedoucí kanceláře Herbert Wolf.
V obecním zastupitelstvu je 21 křesel. Po obecních volbách konaných 14. března 2010 byla křesla podle získaných mandátů rozdělena takto:
- ÖVP 14
- SPÖ 5
- FPÖ 2

## Kultura

### Turistika
- Sklepní ulice Etsdorf
- Víno a kultura Engabrunn

### Pamětihodnosti
- Zámek Grafenegg patří k nejvýznamnějším zámeckým stavbám romantického historismu (19. století), vznik zámku však sahá hluboko do středověku. Mimo vnějšího vzhledu zámku je také pozoruhodné vnitřní vybavení, jako knihovna, rytířský sál, erbovní pokoj, zámecká kaple, jakož i další různé sály a salony.
- Zámecký park s venkovním jevištěm (otevřeno v roce 2007) a koncertní sál (1300 míst) upravili architekti Schröder Schulte-Ladbeck (2008 otevřeno).
- Zámek Walkersdorf
- Farní kostel Engabrunn
- Farní kostel Haitzendorf
- Farní kostel Ets
- Rozhledna Engabrunn

### Hudební festival Grafenegg
Areál zámku Grafenegg je od léta 2007 každoročně dějištěm hudebního festivalu Musik-Festival Grafenegg. Zámek má k dispozici venkovní jeviště (1750 míst) a koncertní sál (1300 míst) upravený architekty „Schröder Schulte-Ladbeck“. Uměleckým vedoucím festivalu je klavírista Rudolf Buchbinder. Dále se v zámeckém parku od roku 2008 pořádá „dolnorakouská zemská výstava“.

### Další pravidelné akce
- Adventní Grafenegg
- Koncerty hudebních umělců a orchestrů
- Otevřená sklepní ulička Etsdorf
- Rytířské turnaje Etsdorf
- Hasičské slavnosti sedmi sborů hasičů
- Různé zábavné a kulturní akce v zámku Grafenegg

## Hospodářství a infrastruktura
Nezemědělských pracovišť bylo v roce 2001 104, zemědělských a lesnických pracovišť bylo v roce 1999 zjištěno 221. Počet výdělečně činných osob v místě bydliště bylo při sčítání lidu 2001 zjištěno 1292, tj. 47,38 %.